# Lingua laragiya
La lingua laragiya è una lingua aborigena australiana parlata in Australia, vicino alla città di Darwin.
Secondo Ethnologue e lo standard ISO 639 è da ritenersi estinta.
Il laragiya non sembra essere imparentata con nessun'altra lingua al mondo.